# Orange Pi
Orange Pi(オレンジパイ)は、64ビット対応のシングルボードコンピュータ。

## 概要
2016年9月に累計で1000万台を突破したRaspberry Piに便乗して2014年以降、クラウドファンディングで資金を調達した各社から名称に「Pi」を冠したPCボードが雨後の筍のように登場したものの、大半は本家の価格性能比に及ばず淘汰されたが、Orange Piは市場で足場を固めつつある

## ハードウェア
64ビットARMプロセッサを備え、機種によってはギガビットLANにも対応する。

## Orange Pi PC
初代のモデル。64ビットARMプロセッサを備え、コストパフォーマンスに優れる。Raspberry Pi互換の40ピンRPIコネクタを搭載している。

## Orange Pi PC Plus
Orange Pi PCの拡張版。ストレージとして8GB EMMCフラッシュを内蔵しているのとWiFiをサポートしているのが異なる。

## Orange Pi Lite
Orange Pi PCの小型版。サイズが85mm x 55mmから69mm x 48mmに小型化され、メモリがOrange Pi PCの半分になっていたり、Ethernetポートの省略などが行われている。

## Orange Pi R1
Orange PI PCをベースにネットワーク機器向けに特化。サイズが85mm x 55mmから45mm x 60mmに小型化、40ピンRPIコネクタ・HDMIポートは廃止され、メモリは256MBに削減されるが、Ethernetポートが2ポートに増え、WiFiをサポート。また、SPIフラッシュ16MBを内蔵している。

## Orange Pi R1 Plus
Orange Pi R1の強化版。サイズが45mm x 60mmから56mm x 57mmにやや大型化。CPUがContex-A53、Rockchip RK3328に強化され、メモリは1GBに増強。Ethernetは1Gbpsまでサポート(従来は100Mbpsまで)。性能強化に伴いファン用I/Fを装備したり、電源もUSB Type-Cに変更されている。

## Orange Pi R1 Plus LTS
Orange Pi R1 Plusの低機能版。基本スペックはほぼ変わらないが、メモリがDDR4からDDR3に変更され、拡張用13ピンI/Fヘッダがなくなった(自身でピンヘッダをはんだ付けすれば利用可能)

## Orange Pi Zero
Allwinner H2＋プロセッサを搭載しており6.99ドルで2016年11月2日に発売された。

## Orange Pi Zero Plus
Orange Pi Zeroの強化版。サイズが48mm x 46mmから45mm x 48mmとほぼ変わらないが、CPUがContex-A53のAllwiner H5に変更され、メモリも512MBに増強。Ethernetは1Gbpsまでサポートされている。

## Orange Pi Zero LTS
Orange Pi Zeroの性能強化版。CPUがAllwiner H3のみとなっている点が異なる(Orange Pi ZeroはAllwiner H2もしくはH3)。

## Orange Pi PC 2
Cortex-A53(4コア)、Allwinner H5を搭載しており、ギガビットLANにも対応する。Raspberry Pi B+互換の40ピンRPIコネクタを搭載している。

## Orange Pi Lite 2
Orange Pi PC 2の小型版。サイズが85mm x 55mmから69mm x 48mmに小型化される。CPUはAllwin H6に強化、USBポートもUSB2からUSB3に変更されるが、Ethernetポートの省略などが行われている。